# 코프레우스
코프레우스(Cophreus)는 그리스 신화에 나오는 에우리스테우스의 전령이다. 펠롭스가 히포다메이아와의 사이에서 낳은 아들로서, 아트레우스, 티에스테스, 알카토오스의 형제이다. 코프레우스는 엘리스 사람 이피토스를 죽인 뒤, 미케네로 가서 그곳의 왕이며 조카인 에우리스테우스로부터 죄를 씻었다. 에우리스테우스는 코프레우스의 누이인 니키페가 스테넬로스와 결혼하여 낳은 아들이다. 코프레우스의 아들 페리페테스는 그리스군의 일원으로 트로이 전쟁에 참가하였다.